# Île de Ponthière
L’île de Ponthière est une île de Belgique située à Amay (province de Liège).

## voir aussi